# ریال یمن
ریال یمن (به عربی: ریال یمني) یکای پول کشور یمن است. هر ریال یمن به ۱۰۰ فلس بخش می‌شود اگرچه سکه‌های فلس دیگر در یمن منتشر نمی‌شوند و در معاملات کاربردی ندارند.

## سکه‌ها
تا پیش از اتحاد یمن، یمن شمالی سکه‌هایی با بهاهای ۱، ۵، ۱۰، ۲۵ و ۵۰ فلسی و ۱ ریالی ضرب می‌کرد. همه سکه‌های فلس از گردش خارج شده‌اند. در سال ۱۹۹۳ بانک مرکزی یمن از سکه‌های تازه ۱ و ۵ ریالی رونمایی کرد. از سکه ۱۰ ریالی در ۱۹۹۵ و از سکه ۲۰ ریالی نیز در سال ۲۰۰۴ رونمایی شد.
| ۱ ریال | ۵ ریال | ۱۰ ریال | ۲۰ ریال |
| ------ | ------ | ------- | ------- |
|        |        |         |         |
|        |        |         |         |

## اسکناس‌ها
| نگاره | نگاره | بها        | ابعاد (میلی‌متر) | رنگ            | شرح                            | شرح                     | تاریخ      | تاریخ        |
| رو    | پشت   | بها        | ابعاد (میلی‌متر) | رنگ            | رو                             | پشت                     | انتشار     | خروج از گردش |
| ----- | ----- | ---------- | --------------- | -------------- | ------------------------------ | ----------------------- | ---------- | ------------ |
|       |       | ۵ ریال     | ۷۰ × ۱۳۰        | قرمز           | دارالحجر                       | دژ قاهره                | ۱۹۹۱       | ۱۹۹۳         |
|       |       | ۱۰ ریال    | ۷۰ × ۱۳۵        | ارغوانی        | مسجد باکریه                    | سد مأرب                 | ۱۹۹۰، ۱۹۹۲ | ۱۹۹۵         |
|       |       | ۲۰ ریال    | ۷۵ × ۱۴۵        | قهوه‌ای         | تندیس مرمین دیونیزوس           | ساختمان‌های سنتی         | ۱۹۹۰       | ۲۰۰۴         |
|       |       | ۲۰ ریال    | ۷۵ × ۱۴۵        | قهوه‌ای         | تندیس مرمین دیونیزوس           | خلیج عدن                | ۱۹۹۵       | ۲۰۰۴         |
|       |       | ۵۰ ریال    | ۷۵ × ۱۵۰        | زیتونی         | تندیس برنزی پادشاه باستانی هرم | شبام                    | ۱۹۹۳، ۱۹۹۴ | در گردش      |
|       |       | ۱۰۰ ریال   | ۷۵ × ۱۵۰        | ارغوانی        | زیرآبگذرهای باستانی عدن        | صنعا                    | ۱۹۹۳       | در گردش      |
|       |       | ۱۰۰ ریال   | ۷۰ × ۱۵۰        | قرمز و ارغوانی | خون سیاوشان، سقطرا             | کشاورزی                 | ۲۰۱۸       | در گردش      |
|       |       | ۲۰۰ ریال   | ۷۵ × ۱۵۵        | سبز            | تندیس مرمر گچی                 | مکلا                    | ۱۹۹۶       | در گردش      |
|       |       | ۲۰۰ ریال   | ۷۰ × ۱۵۰        | زرد            | دژ زبید                        | ناحیه حوف               | ۲۰۱۸       | در گردش      |
|       |       | ۲۵۰ ریال   | ۷۵ × ۱۵۵        | نارنجی و آبی   | مسجد صالح، صنعا                | مکلا                    | ۲۰۰۹       | در گردش      |
|       |       | ۵۰۰ ریال   | ۸۰ × ۱۵۵        | ارغوانی        | بانک مرکزی یمن، صنعا           | تخت بلقیس در استان مأرب | ۱۹۹۷       | در گردش      |
|       |       | ۵۰۰ ریال   | ۸۰ × ۱۵۵        | آبی            | دارالحجر                       | مسجد محضار، تریم        | ۲۰۰۱، ۲۰۰۷ | در گردش      |
|       |       | ۵۰۰ ریال   | ۷۰ × ۱۵۵        | فیروزه‌ای روشن  | مسجد محضار، تریم               | دارالحجر                | ۲۰۱۷       | در گردش      |
|       |       | ۱,۰۰۰ ریال | ۸۵ × ۱۵۵        | سبز و زرد      | کاخ سیئون                      | دروازه یمن، صنعا        | ۲۰۱۷       | در گردش      |

## کشورهای دیگر که ریال یکای پول آن‌ها است
| نام کشور      | یکای پول |
| ------------- | -------- |
| ایران         | ریال     |
| عربستان سعودی | ریال     |
| عمان          | ریال     |
| قطر           | ریال     |
| یمن           | ریال     |
| کامبوج        | ریل      |
| برزیل         | رئال     |